# Phaenopsectra magellanica
Phaenopsectra magellanica är en tvåvingeart som först beskrevs av Edwards 1931.  Phaenopsectra magellanica ingår i släktet Phaenopsectra och familjen fjädermyggor. Inga underarter finns listade i Catalogue of Life.